# Rockstar (canção de Lisa)
"Rockstar" é uma canção gravada pela rapper e cantora tailandesa Lisa, para seu primeiro álbum solo Alter Ego. Foi lançada pela Lloud e RCA Records em 28 de junho de 2024. Uma faixa de hip-hop com forte batida trap, foi escrita por Lisa, Brittany Amaradio, James Essien, Lucy Healey, Ryan Tedder e Sam Homaee enquanto a produção foi feita pelos dois últimos. Marcou o primeiro single solo de Lisa em três anos e seu primeiro lançamento desde que saiu da YG Entertainment e da Interscope Records como artista solo em 2023.
"Rockstar" recebeu críticas positivas de críticos musicais, que o descreveram como o melhor material solo de Lisa até agora. Foi um sucesso comercial e atingiu o pico de número quatro na Billboard Global 200 e número um na Global Excl. U.S., tornando-se o terceiro sucesso top dez de Lisa em ambas as paradas e seu primeiro sucesso número um na última. A canção liderou as paradas em Hong Kong e Malásia e alcançou o top dez na Indonésia, MENA, Filipinas, Arábia Saudita, Singapura e Taiwan. Nos Estados Unidos, a canção se tornou a terceira e mais bem colocada entrada de Lisa na Billboard Hot 100 no número 70. 
Um videoclipe de acompanhamento foi dirigido por Henry Schofield e lançado no canal no YouTube de Lloud simultaneamente com o lançamento do single. O vídeo com tema cyberpunk homenageia a cultura tailandesa e apresenta Lisa dançando em vários locais em Bangkok, incluindo Yaowarat Road, o que causou um aumento na atividade turística na região. Ele recebeu quatro indicações no MTV Video Music Awards de 2024, incluindo Melhor Video de K-Pop.

## Antecedentes
Em setembro de 2021, Lisa lançou seu primeiro single álbum Lalisa e seus singles "Lalisa" e "Money" pela YG Entertainment para sucesso comercial mundial. Em dezembro de 2023, a YG Entertainment confirmou que ela não renovou seu contrato com a gravadora para atividades individuais. Lisa fundou sua própria empresa de gerenciamento de artistas chamada Lloud em fevereiro de 2024. Dois meses depois, ela assinou com a RCA Records, que concordou em trabalhar em parceria com Lloud, para lançar música solo. "Rockstar" marca o primeiro lançamento de Lisa pela Lloud e RCA Records desde sua saída da YG Entertainment.

## Composição
"Rockstar" foi produzida por Ryan Tedder e Sam Homaee, enquanto suas letras foram escritas por Lisa, Brittany Amaradio, James Essien, Lucy Healey, Ryan Tedder e Sam Homaee. Foi descrita como uma faixa de hip-hop caracterizada por "batidas trap-lite" e "cyberpunk psicodélico". Também foi notado que "lembra o J-hip-hop do início dos anos 2000 com uma fusão do R&B/hip-hop moderno durante a ponte". A canção traz uma amostra de "New Person, Same Old Mistakes" de Tame Impala.
Liricamente, a canção vê Lisa reafirmando orgulhosamente seu poder como a estrela do rock titular, cantando "Dentes de ouro em cima do painel, ela é uma estrela do rock/ Faço sua cantora favorita querer fazer rap, querido, la, la" no refrão. A linha reconhece sua nova estética de estrela do rock, bem como seu single álbum de estreia de 2021, Lalisa, com a referência ao seu nome completo. Na próxima letra, ela mostra suas habilidades poliglotas para imitar aqueles que não conseguem falar vários idiomas, perguntando: "Lisa, você pode me ensinar japonês?". Os críticos interpretaram a linha como uma crítica contundente à "perspectiva típica anglofílica" que vê toda a Ásia como um "monólito racial" e se recusa a reconhecer qualquer parte além do Leste Asiático. Lisa inclui várias homenagens diretas ao seu país natal, a Tailândia, incluindo uma menção a BKK, a abreviação de Aeroporto de Suvarnabhumi de Bangkok. Mais tarde, ela canta a frase "Eles me chamam de pegar e matar", aparentemente uma referência à canção "Kill This Love" (2019) de seu grupo Blackpink. Ela também presta homenagem à alta costura, cantando "Vestido apertado, a LV mandou/ Ai, caramba, Lisa representando'" como uma homenagem para a casa de moda Louis Vuitton. Em março, ela apareceu no desfile de outono/inverno 2024 da marca em Paris e mais tarde foi revelada em julho como sua mais nova embaixadora da casa.

## Recepção crítica
| Críticas profissionais | Críticas profissionais |
| Avaliações da crítica  | Avaliações da crítica  |
| Fonte                  | Avaliação              |
| ---------------------- | ---------------------- |
| NME                    | [ 16 ]                 |

Puah Ziwei da NME deu a "Rockstar" três de cinco estrelas, notando que enquanto as letras "fanfarronas" da faixa foram "tão tocadas quanto possível", o magnetismo único de Lisa "elevou-a além de qualquer um de seus trabalhos solo até agora". Elogiando o gancho "Lisa, você pode me ensinar japonês? Eu disse, 'Hai, hai'", Puah reconheceu a linha como "encantadoramente irônica" na forma como critica "aqueles que pensam que a Ásia é um monólito racial". Maribel Gamez-Reyes avaliou a canção como altamente para The Highlander como uma faixa divertida com grande potencial de palco, embora ela tenha sentido que foi prejudicada por suas letras redundantes. Ela elogiou Lisa por demonstrar seu status como uma polivalente em rap, canto e dança, bem como a produção por como ela mudou para se adequar a cada segmento, incluindo o uso do instrumental calmo de "New Person, Same Old Mistakes" do Tame Impala. Da mesma forma, Derrick Tan do Lifestyle Asia elogiou a canção como um "espetáculo de dança apoiado por um baixo viciante", embora tenha notado que a letra não era muito poética. Escrevendo para a Elle India, Ekta Sinha nomeou "Rockstar" a 10ª melhor música de K-pop do ano e o melhor esforço solo de Lisa até agora, descrevendo-a como uma "melodia exuberante" semelhante ao seu single álbum Lalisa com um nível adicional de carisma.

## Reconhecimentos
| Ano  | Premiação              | Categoria              | Resultado | Ref.   |
| ---- | ---------------------- | ---------------------- | --------- | ------ |
| 2024 | MTV Video Music Awards | Melhor Direção de Arte | Pendente  | [ 20 ] |
| 2024 | MTV Video Music Awards | Melhor Coreografia     | Pendente  | [ 20 ] |
| 2024 | MTV Video Music Awards | Melhor Edição          | Pendente  | [ 20 ] |
| 2024 | MTV Video Music Awards | Melhor Vídeo de K-Pop  | Pendente  | [ 20 ] |

## Lançamento e promoção
Em 6 de junho de 2024, Lisa primeiro provocou uma nova música solo postando um gráfico minimalista nos stories do Instagram dizendo "Coming soon: LISA" com links de pré-salvamento para Spotify e Apple Music. Seu site oficial também exibiu o teaser, assim como sua página de gerenciamento da Lloud. Ela também abriu uma nova conta no TikTok e postou um vídeo dela dançando junto com uma "batida de sintetizador corajosa" intitulada "Coming Soon". Lisa postou um segundo vídeo no TikTok uma semana depois, dela mesma posando para fotos na praia com uma camiseta branca de bebê e uma minissaia preta enquanto uma faixa instrumental intitulada "Teaser" tocava por cima, apresentando "percussão rápida com sintetizadores nervosos e levemente distorcidos". No final, ela canta fracamente, "Querido, eu sou uma estrela do rock".  No mesmo dia, a Sony Music Entertainment Korea confirmou que Lisa retornará com nova música em breve. Em 18 de junho, Lloud anunciou oficialmente o título da canção, "Rockstar", e sua data de lançamento: 27 de junho às 20h ET, ou 28 de junho às 7h ICT. Após o lançamento da canção, ela foi anunciada como atração principal do Global Citizen Festival, que acontecerá em 28 de setembro.

## Desempenho comercial
"Rockstar" estreou na quarta posição na parada Billboard Global 200 em 13 de julho de 2024, tornando-se o terceiro sucesso de Lisa no top dez depois de seus singles de 2021 "Lalisa" e "Money". A canção também estreou em primeiro lugar na Billboard Global Excl. U.S. com 94,2 milhões de reproduções e 44.000 cópias vendidas fora dos EUA entre 28 de junho e 4 de julho. Marcou sua primeira canção número um na parada e seu terceiro sucesso no top dez depois de "Lalisa" e "Money". Lisa se tornou a terceira integrante do Blackpink com um solo número um na parada, depois de  "On the Ground" de Rosé (2021) e "You & Me" (2023) de Jennie. Com isso, o Blackpink se tornou o único grupo na história a ter três integrantes alcançando canções número um como solistas. A estreia número um de "Rockstar" quebrou uma longa sequência de atos ocidentais de língua inglesa dominando a parada Global Excl. U.S.. Lisa se tornou não apenas a primeira artista tailandesa, mas também a primeira artista não oriunda de um país cuja língua predominante é o inglês, a chegar ao topo das paradas em 2024. Com seus 94,2 milhões de reproduções, a canção também quebrou o recorde de maior número de reproduções semanais para um sucesso Global Excl. U.S. em 2024 por um artista não americano. Nos Estados Unidos, "Rockstar" estreou na posição 70 na Billboard Hot 100, marcando a entrada de Lisa na posição mais alta e sua terceira depois de "Lalisa" e "Money". Mais tarde, estreou na posição 39 na parada Billboard Pop Airplay em 17 de agosto de 2024, ganhando sua segunda entrada depois de "Money".

## Videoclipe

Uma cena no videoclipe de Lisa usando um top em formato de estrela e acompanhada por dançarinos de apoio em um cenário com tema cyberpunk.

O videoclipe de "Rockstar" foi dirigido por Henry Schofield e coreografado por Sean Bankhead. Foi filmado em Bangkok como uma homenagem à terra natal de Lisa, Tailândia, e foi descrito como "uma ode à sua cultura tailandesa e à autêntica vida de rua tailandesa". Ela filmou o videoclipe em vários locais na Tailândia, incluindo Yaowarat Road em Chinatown de Bangkok e o extinto cinema em New Phetchaburi Road. Lisa teria pago ฿20.000 (R$3172) a cada dono de loja na Yaowarat Road para fechar mais cedo, a fim de facilitar a filmagem do videoclipe. A estrada foi fechada das 2h00 às 5h00 por três dias consecutivos. Exibindo uma coreografia intensa, o videoclipe empregou uma trupe de 100 dançarinos tailandeses. As influenciadoras transgênero tailandesas Chinnawat Promsri, Bruze Kachi-sarah e Aëffy também apareceram no vídeo posando em seus trajes de noite.
A estética do videoclipe foi descrita como "cyberpunk grunge", com as ruas iluminadas por neon do distrito de Yaowarat refletindo visuais futuristas tipicamente associados ao Japão. Começa com Lisa parada sozinha no centro da rua bem iluminada usando um "top de sutiã cruzado, brincos em formato de estrela e calças pretas de motociclista estilizadas com camadas de cintos de tachas prateadas". Ela então muda de cena para uma sala com paredes laranja com dezenas de dançarinos, agora usando um top preto e branco gráfico com jeans largos do desfile de outono de 2024 de Dion Lee. O vídeo faz a transição de volta para as ruas de Bangkok para o refrão, onde Lisa dança com calças de cintura baixa com um top preto em formato de estrela, com maquiagem brilhante nos olhos e mechas azuis no cabelo. Para a ponte e o final da canção, Lisa estreia um novo visual futurista do Dawei Studio e executa uma coreografia de alta energia enquanto usa um "top espartilho de papel alumínio prateado e calças de paraquedas combinando" em uma sala branca monocromática.

## Impacto

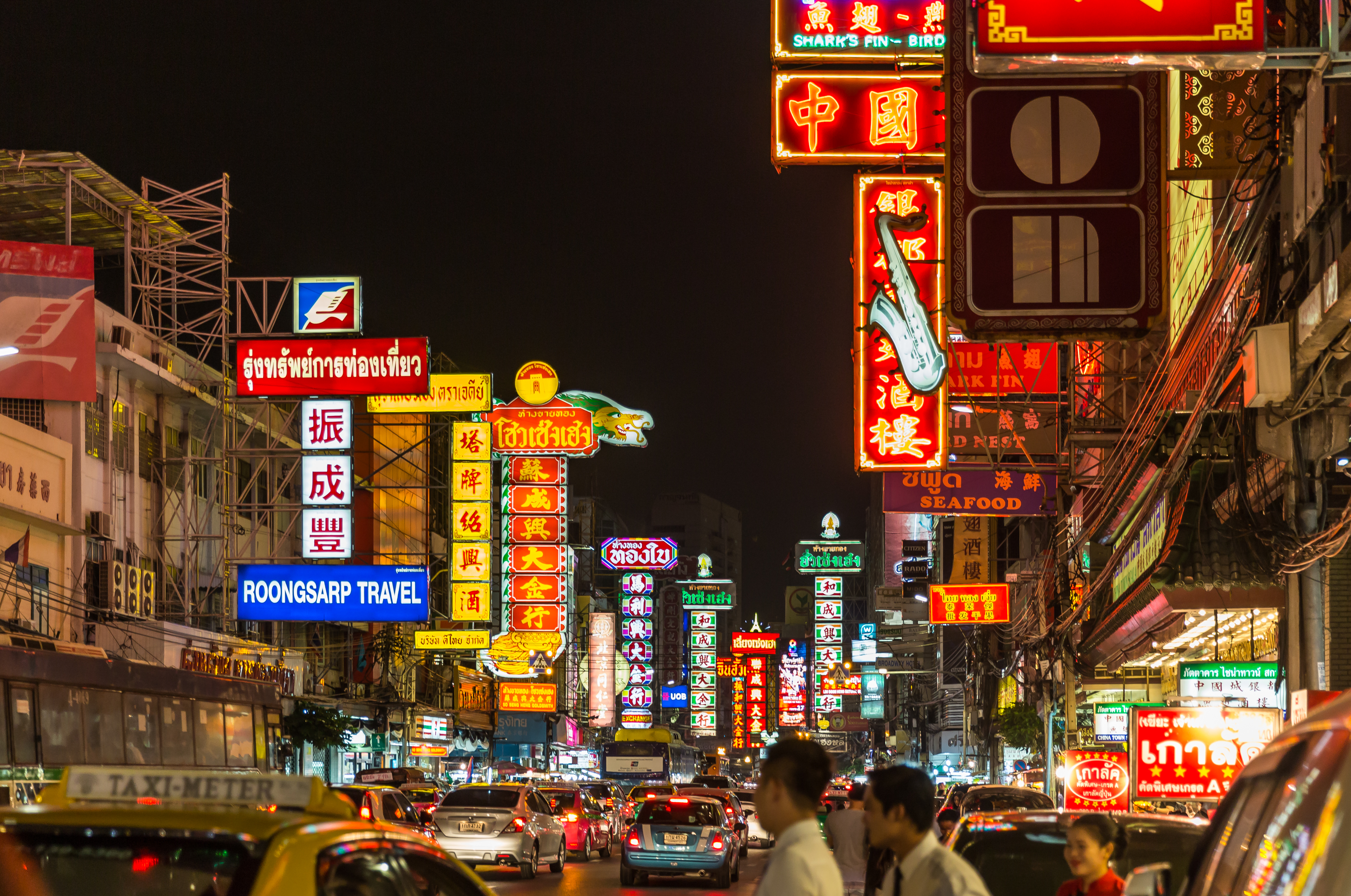
Yaowarat Road, onde "Rockstar" foi filmado, viu um aumento na atividade turística após seu lançamento.

"Rockstar" causou um aumento na popularidade do distrito de Yaowarat em Bangkok devido à sua participação no videoclipe, estimulando significativamente o turismo e a economia do bairro. Prathet Tankuranun, diretor de tecnologia da True Corporation, relatou que o número de usuários de dispositivos móveis na área aumentou em 15% em comparação com uma semana antes do lançamento da canção. O uso de aplicativos de smartphone no distrito também aumentou, incluindo 20% para o YouTube, 15% para o X e 15% para o Line. Em resposta ao aumento de visitantes, a Administração Metropolitana de Bangkok (BMA) e o Ministério do Turismo e Esportes trabalharam para melhorar a segurança e a infraestrutura em Yaowarat e implementaram medidas como a extensão de barreiras de tráfego, melhoria da gestão de resíduos e redirecionamento do tráfego. O governador de Bangkok Chadchart Sittipunt liderou uma visita de inspeção para avaliar e melhorar a prontidão da localidade para o crescente número de turistas. A Autoridade de Turismo da Tailândia (TAT) também revelou planos para capitalizar a oportunidade desenvolvendo novas atividades turísticas em Yaorawat e bairros próximos, como Sampheng, Talat Noi, Song Wat e Wang Burapha.
Críticos musicais argumentaram que "Rockstar" solidificou "o status de Lisa como uma figura icônica na Tailândia" por meio de sua adoção de sua imagem como cantora tailandesa. Ao trabalhar com equipes de produção e equipe locais para seu videoclipe, ela exibiu suas raízes tailandesas e estabeleceu um guia para outras estrelas do K-pop sobre como buscar carreiras solo de sucesso usando a autenticidade a seu favor. Mary Jane Ainslie, Professora Associada em Comunicações Internacionais na Universidade de Nottingham, também observou que "Rockstar" era emblemático de uma mudança na definição de "tailandês" após um período de rápido crescimento econômico e mudança social no país. Em vez de "estereótipos orientalistas globais de 'sol, mar e sexo'" e "iconografia de sedas e flores de lótus" previamente reconhecidos, o videoclipe e a letra apresentavam uma "estética neon-grunge do cyberpunk noturno" que Ainslie descreveu como uma "estética noir pan-asiática". Ela afirmou que refletia um desejo crescente dos consumidores tailandeses de buscar uma visão de "modernidade centrada na Ásia", anteriormente encontrada por meio do acompanhamento do K-pop, em sua própria cultura.
A canção provocou um debate sobre o que classifica como K-pop ou Thai pop, também conhecido como T-pop. Devido ao videoclipe ter sido filmado em Bangkok e apresentar muitos criadores tailandeses, alguns fãs sentiram que "Rockstar" estava mais intimamente associado ao T-pop. Kim Jin-woo, pesquisador chefe do Circle Chart da Coreia do Sul, argumentou que não poderia ser classificada como uma faixa de K-pop e que Lisa estava almejando ser uma estrela pop tailandesa, destacando a colocação do serviço de streaming coreano Melon na categoria "pop" em vez de "dance", onde a maioria das músicas de K-pop estão. No entanto, Lee Gyu-tag, um professor de estudos culturais na Universidade George Mason, afirmou que "Rockstar" estava bem longe de ser T-pop devido à identidade globalmente reconhecida de Lisa como ídolo do K-pop, e enfatizou que o K-pop não é sobre as nacionalidades dos cantores, mas sim outros fatores, como modelos de negócios, ênfase em videoclipes e relacionamentos parassociais com os fãs. Ele também apontou a falta de elementos da música tailandesa na canção como uma faixa de hip-hop cantada em inglês. Alguns críticos musicais coreanos analisaram o trabalho de Lisa como um exemplo bem-sucedido da estratégia de "localização" que muitas empresas de K-pop estão buscando, mantendo o estilo K-pop enquanto apelam para o público internacional mainstream. Seu lançamento de versões aceleradas e desaceleradas de "Rockstar" também foi visto como mantendo as tendências musicais internacionais, tornando mais fácil para DJs usá-las em remixes em clubes e festas.

## Lista de faixas
- Download digital e streaming

1. "Rockstar" – 2:18
2. "Rockstar" (extended) – 2:44
3. "Rockstar" (instrumental) – 2:13
4. "Rockstar" (sped up) – 1:50
5. "Rockstar" (slowed down) – 2:40

- CD single

1. "Rockstar" – 2:18
2. "Rockstar" (extended) – 2:44
3. "Rockstar" (instrumental) – 2:13

## Créditos e pessoal
Adaptado dos créditos do YouTube.
- Lisa – vocais, letras, composição
- Ryan Tedder – produção, letras, composição
- Sam Homaee – produção, letras, composição
- Brittany Amaradio – letras, composição
- Lucy Healey – letras, composição
- James Essien – letras, composição
- Kuk Harrell – produção vocal
- Jelli Dorman – engenharia vocal
- Serban Ghenea – mixagem
- Bryce Bordone – assistente de engenharia
- Randy Merrill – masterização

## Desempenho nas paradas musicais

### Paradas semanais
| Parada (2024)                                | Melhor posição |
| -------------------------------------------- | -------------- |
| Arábia Saudita (IFPI)                        | 7              |
| Austrália (ARIA)                             | 61             |
| Brasil (Brasil Hot 100)                      | 60             |
| Canadá (Canadian Hot 100)                    | 51             |
| China (TME Korean)                           | 12             |
| Coreia do Sul (Circle)                       | 120            |
| Estados Unidos (Billboard Hot 100)           | 70             |
| Estados Unidos (Billboard Hot Rap Songs)     | 19             |
| Estados Unidos (Billboard Mainstream Top 40) | 37             |
| Filipinas (Philippines Hot 100)              | 8              |
| França (SNEP)                                | 90             |
| Hong Kong (Billboard)                        | 1              |
| Índia (IMI International Singles)            | 13             |
| Indonésia (Billboard)                        | 5              |
| Irlanda (IRMA)                               | 94             |
| Japão (Japan Hot 100)                        | 74             |
| Japão (Billboard Japan Heatseekers)          | 4              |
| Lituânia (AGATA)                             | 82             |
| Malásia (Billboard)                          | 1              |
| Malásia (RIM International)                  | 2              |
| MENA (IFPI)                                  | 10             |
| Mundo (Billboard Global 200)                 | 4              |
| Nova Zelândia (RMNZ Hot Singles)             | 3              |
| Portugal (AFP)                               | 87             |
| Reino Unido (UK Singles Chart)               | 49             |
| Singapura (RIAS)                             | 4              |
| Taiwan (Billboard)                           | 2              |
| UAE (IFPI)                                   | 13             |

### Paradas mensais
| Parada (2024)          | Posição |
| ---------------------- | ------- |
| Coreia do Sul (Circle) | 154     |

## Histórico de lançamento
| Região         | Data                | Formato                    | Versão                                             | Gravadora  | Ref.   |
| -------------- | ------------------- | -------------------------- | -------------------------------------------------- | ---------- | ------ |
| Várias         | 28 de junho de 2024 | Download digital streaming | Original extended instrumental sped up slowed down | Lloud RCA  | [ 77 ] |
| Estados Unidos | 2 de julho de 2024  | Contemporary hit radio     | Original                                           | Lloud RCA  | [ 78 ] |
| Itália         | 5 de julho de 2024  | Radio airplay              | Original                                           | Sony Italy | [ 79 ] |
| Várias         | 7 de agosto de 2024 | CD single                  | Original extended instrumental                     | Lloud RCA  | [ 80 ] |